# Nidhu Babu
Ramnidhi Gupta (bengalisch: রামনিধি গুপ্ত Rāmnidhi Gupta; * 1741 in Kumartuli, Kalkutta; † 1839 in Kalkutta), Kurzform Nidhu Gupta, bekannt als Nidhu Babu, war ein indischer Komponist, Dichter und eine einflussreiche Persönlichkeit im Musikleben von Kalkutta. Auf ihn geht die bengalische Version des Tappa, eines klassischen Stils der nordindischen Musik zurück. Sein bekanntestes Werk ist die Gedichtsammlung Gitaratna.

## Leben
Nidhu Babu wurde als Ramnidhi Gupta in eine Familie von Ärzten (kaviraj) der Vaidya-Kaste (auch Baidya) geboren, einer Oberschicht, die zu den Brahmanen gezählt wird. Sein Vater hieß Hari Narayan. Er wuchs im damals aristokratischen Bezirk Kumartuli im Norden des Stadtzentrums auf, dem Namen nach ein „Töpferviertel“, das bis heute für die Herstellung von Töpferwaren und Tonfiguren bekannt ist. Neben seiner bengalischen Muttersprache lernte er Persisch und von einem christlichen Angestellten etwas Englisch. Einige Kilometer nördlich fand 1757 die Schlacht bei Plassey statt, bei der die Streitkräfte der Ostindien-Kompanie den letzten unabhängigen Nawab von Bengalen besiegten und die Briten sich die politische Vorherrschaft über diesen Landesteil sicherten. Zu den weiteren äußeren Ereignissen der frühen Lebensjahre gehört der Aufstand von Mir Qasim, einem von den Briten eingesetzten Nawab von Bengalen. Britische Truppen beendeten den Aufstand 1764 in der Schlacht von Buxar. Buxar liegt im Westen des heutigen Bundesstaates Bihar, wenig entfernt von der Stadt Chhapra, in der Nidhu Babu 1776 der zweite Leiter und später bis 1794 Chef der Steuereinzugsbehörde im Dienst der Ostindien-Kompanie war.
Vermutlich erhielt Nidhu Babu in seiner Jugend in Kalkutta Unterricht in klassischer Musik. Als Angestellter in Chhapra hatte er einen muslimischen Lehrer (Ustād) angestellt, der ihm muslimische Lieder beibrachte. Als Nidhu Babu merkte, dass der Ustad nicht bereit war, ihn mit den Geheimnissen seiner Gharana (Musiktradition) vertraut zu machen, wollte er nicht länger yavana-Lieder singen (Sanskrit yavana und Pali yona, von Persisch yauna bezeichnete im alten Indien einen „Ionier“, also Griechen, allgemein Ausländer und hier einen muslimischen Einwanderer). Stattdessen nahm er sich Hindi-Lieder vor, die er in Bengali übersetzte und mit den Melodiefolgen klassischer Ragas versah.
Um 1794 kündigte er seinen Job in Chhapra und kehrte nach Kalkutta zurück. Er hatte viel Geld – vermutlich nicht durch Bestechung – angesammelt, das er wahrscheinlich in Kalkutta in eine Handelsgesellschaft (Agency House) investierte. Die Einkünfte aus einer solchen Unternehmung würden sein fürderhin finanziell unabhängiges und standesgemäßes Leben erklären, bei dem er nicht auf die Unterstützung eines Zamindars angewiesen war. Es gehörte zu seinen Charaktereigenheiten, nie auf Bestellung ein Lied vorzutragen. Sein Rufname setzt sich aus einer Kurzform des Vornamens Ramnidhi und dem Ehrentitel Babu zusammen, der in Bengalen üblicherweise einem kultivierten Mann der feinen Gesellschaft zukam, der mit dem Familienerbe im Hintergrund einen luxuriösen Lebenswandel führte.
Zu einer Dame namens Shrimati, die in Kalkutta lebte, hatte Nidhu Babu eine enge Beziehung. Sie war die Konkubine von Mahananda Roy, des Leiters (diwan) der Steuerbehörde des Distrikts Murshidabad. Er dürfte ihr Musiklehrer gewesen sein, sie kommt anspielungsreich in zahlreichen seiner Liebesgedichte vor. Zeitgenossen erwähnen, Nidhu Babu habe seine besten Gedichte unter dem Einfluss von Alkohol verfasst, ohne jedoch die Kontrolle über sich zu verlieren. Der Genuss von Wein war in der damaligen Gesellschaft üblich und akzeptiert.
Nidhu Babu führte eine eigene Form des bengalischen Gesangsstils akhrai ein. 1805/06 scharte er Musiker um sich, mit denen er diesen Stil aufführte und bald zum mit Abstand führenden akhrai-Sänger wurde. 1808 gründete er die Kalabat Baithaki Ganer Majlish-Musikschule. In der Anthologie Gitaratna von 1837 veröffentlichte Nidhu Babu 554 eigene Lieder samt Angaben zu den Ragas und Talas, in denen sie aufgeführt werden sollten.

## Kulturelles Umfeld
In Bengalen schuf die britische Verwaltung mit der Einrichtung des Permanent Settlement-Gesetzes von 1793 die Regelung ihrer Steuereinnahmen, festigte das Landrecht der Großgrundbesitzer (Zamindare) und erhöhte zugleich die Abgabenlast der Bauern. Die Schicht der reichen Landbesitzer und von Städtern, die durch Handel mit der britischen Verwaltung zu Geld kamen, vergrößerte sich um diese Zeit. 1817 wurde in Kalkutta das Hindu College (heute Presidency University) gegründet, um für Schüler aus meist liberalen Hindu-Familien eine westliche Erziehung und Englischunterricht anzubieten. Nidhu Babus kulturelles Umfeld war eine bengalische Oberschicht aus Babus, die westlichen Einflüssen weitgehend gleichgültig oder ablehnend gegenüberstand. Sie bestand aus der traditionellen Bildungselite, Grundbesitzern und neureichen Geschäftsleuten. 1839, im Todesjahr von Nidhu Babu, bestimmten gut 60 Familien das Kulturleben der Stadt.
Zum Musikgeschmack der Neureichen gehörten sowohl einfache, oft derbe Volksmusik, als auch verfeinerte klassische Stile. Für die breite Unterhaltung gab es die Liedgattungen jhumur, kavi, panchali und tarja, die von Vishnuismus und besonders dem Kult um Radha und Krishna geprägt waren. Vor allem die erotisch-vulgären kheur-Lieder begeisterten das Publikum. Unter den drei klassischen Stilen diente der kirtana der Vishnu-Verehrung. Im ältesten klassische Stil mangalakavya wurden auf unterschiedliche Weise die Tugenden populärer Götter besungen. Den strengen Dhrupad-Stil pflegten Mitglieder der Bishnupur-Gharana
Die Babus waren in ihrer Mehrheit Anhänger einer konservativen brahmanischen Weltsicht, gegen die der Hindu-Reformer Ram Mohan Roy (1772–1833), einer der Begründer des Hindu College, einen schweren Stand hatte. Die kulturellen Verbindungen zwischen Hindus und Muslimen im 18. Jahrhundert waren ausgesprochen gut und drückten sich in einer gemeinsamen klassischen (hindustanischen) Musik aus. Zeitgenössische persische Kultur galt auch in Bengalen als modern, und Nidhu Babu soll von der Poesie des persischen Dichters Hafis (1320–1389) stark beeinflusst gewesen sein.
Der Lebensstil der gehobenen Gesellschaft war bequem, verlief in ruhigen Bahnen und erlebte in seiner Vergnügungssucht manchmal seltsame Auswüchse. So gab es gegen Ende des 18. Jahrhunderts in Kalkutta einige Leute aus dieser Schicht, die sich zu einem „Vogel-Club“ (pakshir dal) zusammenfanden. Ihr Leiter hieß Sivachandra Thakur, er wird als Buffo des Geschäftsmannes und Kunstförderers Nabakrishna Deb (auch Raja Nubkissen, 1733–1797) bezeichnet. Die „Vögel“ trafen sich an ihrem Platz unter einem Banyanbaum, um gemeinsam Haschisch zu rauchen. Jeder von ihnen trug den Namen eines Vogels und musste in einer „Vogelsprache“ sprechen oder zumindest vogelartige Laute von sich geben. Eines Tages hockten sie in Käfigen. Nidhu Babu brachte ihnen Musik bei, wofür sie ihn als ihren „Meister“ verehrten. Zwei Vogelmenschen erlangten später eine gewisse Bekanntheit als Sänger von baithaki-Liedern (Musik zum „Sitzen“, klassische Kammermusik), der eine trug außerdem selbst komponierte, holprige Verse vor. Einige in Gedichtsammlungen erhaltene „Vogel-Lieder“ stellen ansprechende, in klassische Ragas gesetzte Kompositionen dar und könnten darauf hinweisen, dass Nidhu Babus Teilnahme an den Sitzungen der „Vögel“ nicht nur des Rausches wegen erfolgte.

## Wirkung
Nidhu Babu wurde in der bengalischen Musikwelt zunächst durch seine Verfeinerung der akhrai-Lieder bekannt. Das Wort kommt von ākhrā und bezeichnet einen Club, in dem besonders klassische Musik geübt und gespielt wird. Der Ursprung des akhrai dürfte am Anfang des 18. Jahrhunderts in Shantipur im Distrikt Nadia zu finden sein. Der akhrai-Stil von Shantipur war mit Einlagen von kheur-Liedern leichter konsumierbar gemacht und gelangte in dieser volkstümlichen Form im Lauf des 18. Jahrhunderts nach formalen Verbesserungen auf halbem Weg bis Kalkutta. Einen weiteren Schritt in Richtung zu einem klassischen Stil unternahmen in Kalkutta noch vor Nidhu Babu der professionelle Musiker Ramjoy Sen (er war ein Ustad) und ein weiterer Musiker. In Kalkutta trat Maharaja Nubkissen Bahadur aus dem nördlichen Stadtviertel Shobhabazar als Förderer von akhrai hervor. Sein Hausmusiker Kuluichandra Sen war mit Nidhu Babu verwandt. Beide begannen, was als „Reformierung“ des akhrai bezeichnet wurde, indem sie die rhythmischen Strukturen (Talas) komplexer gestalteten und klassische Melodieformen hinzufügten. Sie entwickelten Talas wie pirebandi für die Eröffnung, dolan (lebhaft), sabdaur (schnell) und mor für den abschließenden Höhepunkt. Aus dem akhrai wurde ein baithaki gan, ein qualitätvoller Kammermusikstil. Nidhu Babu löste den Stil aus seiner sprachlichen und musikalischen Banalität.
Um 1805 organisierte er zwei akhrai-Amateurgruppen, die in den höheren gesellschaftlichen Kreisen auftraten und bald so bekannt wurden, dass die Sänger des ursprünglichen Stils von der Bildfläche verschwanden. Es entstanden weitere akhrai-Gruppen in verschiedenen Stadtvierteln, Nidhu Babu selbst leitete die Gruppe von Baghbazar, die am erfolgreichsten war. Zur Gesangsbegleitung dienten die Fasstrommel dholak, die Langhalslaute sitar und die Violine. Möglicherweise kam hier zum ersten Mal eine europäische Violine in der nordindischen Musik zum Einsatz. Nidhu Babu beließ die erotischen Themen der kheur-Lieder, dennoch klangen seine Versdichtungen in diesem Genre nie vulgär. Als Ragamelodien verwendete er bhairavi, behag, kalangra, kamod, khat, khambaj lalit, lalit-bhairav, paraj und surat.
Akhrai war nach Nidhu Babus Umarbeitung zu einem hochkomplizierten Stil geworden, der nur von einem sachkundigen Publikum gewürdigt werden konnte. Bald verlor der Stil daher an Popularität und bis 1828 war er aus Kalkutta verschwunden. Außerdem hatten die verfeinerten und von ihrer Derbheit gereinigten Anteile der kheur-Lieder ihre Anziehungskraft eingebüßt, sodass um 1831 Mohanchand Basu, ein Schüler von Nidhu Babu, aus akhrai den „Halb“-akhrai-Stil generierte, indem er akhrai mit kavi-Liedern vermischte. Kavi ist eine von zahlreichen volkstümlichen Liedformen, die als Kavigan-Volksliedwettbewerb von zwei Gruppen aufgeführt werden. Über diese Entwicklung soll sich Nidhu Babu recht verärgert gezeigt haben, unabhängig davon blieb „Halb“-akhrai in den unteren Bevölkerungsschichten bis Anfang des 20. Jahrhunderts populär.
Wesentlich nachhaltiger waren Nidhu Babus Bearbeitungen des Tappa, der ihm als musikalische Form für seine leidenschaftlichen Liebeslieder besser geeignet schien, als der zu seiner Zeit in Bengalen beliebte strenge Dhrupad-Stil (dhruvapada), mit dem religiöse Lieder gesungen wurden. Vom hindustanischen Tappa übernahm er die lebhafte Vibration der Stimme um einen Ton (gitkari), die Vokalisen und melodischen Verzierungen (tanas) drückte er der Atmosphäre seiner Lieder entsprechend in langen Wellenbewegungen aus. Insgesamt unterschied sich sein Stil Bangla Tappa in einigen Punkten deutlich vom nordwestindischen Tappa. Die vishnuitischen Sänger in Bengalen benutzten häufig Kombinationen aus zwei Ragas, von denen Nidhu Babu offensichtlich beeinflusst wurde. In Gitaratna zählt er 46 kombinierte Ragas auf. Zu seinen Talas gehörten an erster Stelle jalad tetala, ferner ada-cautal, dhime tetala, dhamar tala, ekatala, hari tala und kaoyali. Eine Liste von insgesamt 108 Ragas und eine Liste von Talas sind dort zusammen mit den Liedtexten ebenfalls enthalten.
Vier dieser Lieder, die alle auch als Gedichte zu lesen sind, sind religiöse Andachtslieder, eines hat einen patriotischen Inhalt und preist seine Muttersprache, die große Mehrzahl handelt von wehmütiger Liebe und Einsamkeit. Im Zentrum der in Bengali verfassten Gedichte steht fast immer die verlassene Frau, die sich nach ihrem Geliebten sehnt. Nidhu Babus Herzensdame unterscheidet sich von den spirituellen Wesen, die in den vishnuitischen Kirtanas besungen werden, sie entspricht in der Art, wie sie ihre Gefühle zum Ausdruck bringt, vielmehr den leibhaftigen Kurtisanen der städtischen Gesellschaft.
Während Schüler von Nidhu Babu und andere ernsthafte Komponisten den bengalischen Tappa als klassische Kunstform weiterhin pflegten, gab es einige Nachahmer, die Tappa allmählich zu einer billigen, aus Anzüglichkeiten bestehenden Unterhaltung verkommen ließen. Auch wenn 1856 und 1868 weitere Auflagen von Gitaratna publiziert wurden, wandte sich die bengalische Literaturszene im Lauf des 19. Jahrhunderts von der eigenen Tradition ab und geriet unter den Einfluss der westlichen Kultur. Nidhu Babu kommt das Verdienst zu, in der durch die beginnende Kolonialherrschaft eingeleiteten, Bengalische Renaissance genannten Übergangszeit eine Poesie geschaffen zu haben, die späteren Dichter-Philosophen gewisse Anregungen bot.

## Schriften
- Gitaratna. (1837), enthält 554 Lieder
- Durgadash Lahiri (Hrsg.): Bangalir Gan. (1905), enthält 459 Lieder